# Mario Busquets Jordá
Mario Busquets Jordá (ur. 3 marca 1935 w Vilobi d'Onyar) – hiszpański duchowny katolicki posługujący w Peru, prałat terytorialny Chuquibamba w latach 2001-2015.

## Życiorys
Ukończył studia filozoficzno-teologiczne w seminarium w Gironie. Uzyskał licencjat z teologii na Papieskim Uniwersytecie Gregoriańskim w Rzymie oraz licencjat z pedagogiki na Papieskim Uniwersytecie Katolickim w Limie.
Święcenia kapłańskie przyjął 19 marca 1958 i został inkardynowany do diecezji Girona. Pełnił funkcję ekonoma miejscowego seminarium. W 1963 wyjechał do Peru i rozpoczął pracę duszpasterską w Yauyos. Był m.in. sekretarzem generalnym Caritas oraz profesorem i rektorem miejscowego seminarium.

### Episkopat
25 stycznia 2001 został mianowany przez papieża Jana Pawła II prałatem terytorialnym Chuquibamba. Sakry biskupiej udzielił mu 24 marca tegoż roku abp Luis Sánchez-Moreno Lira.
11 maja 2015 przeszedł na emeryturę.